# Шлагбаум

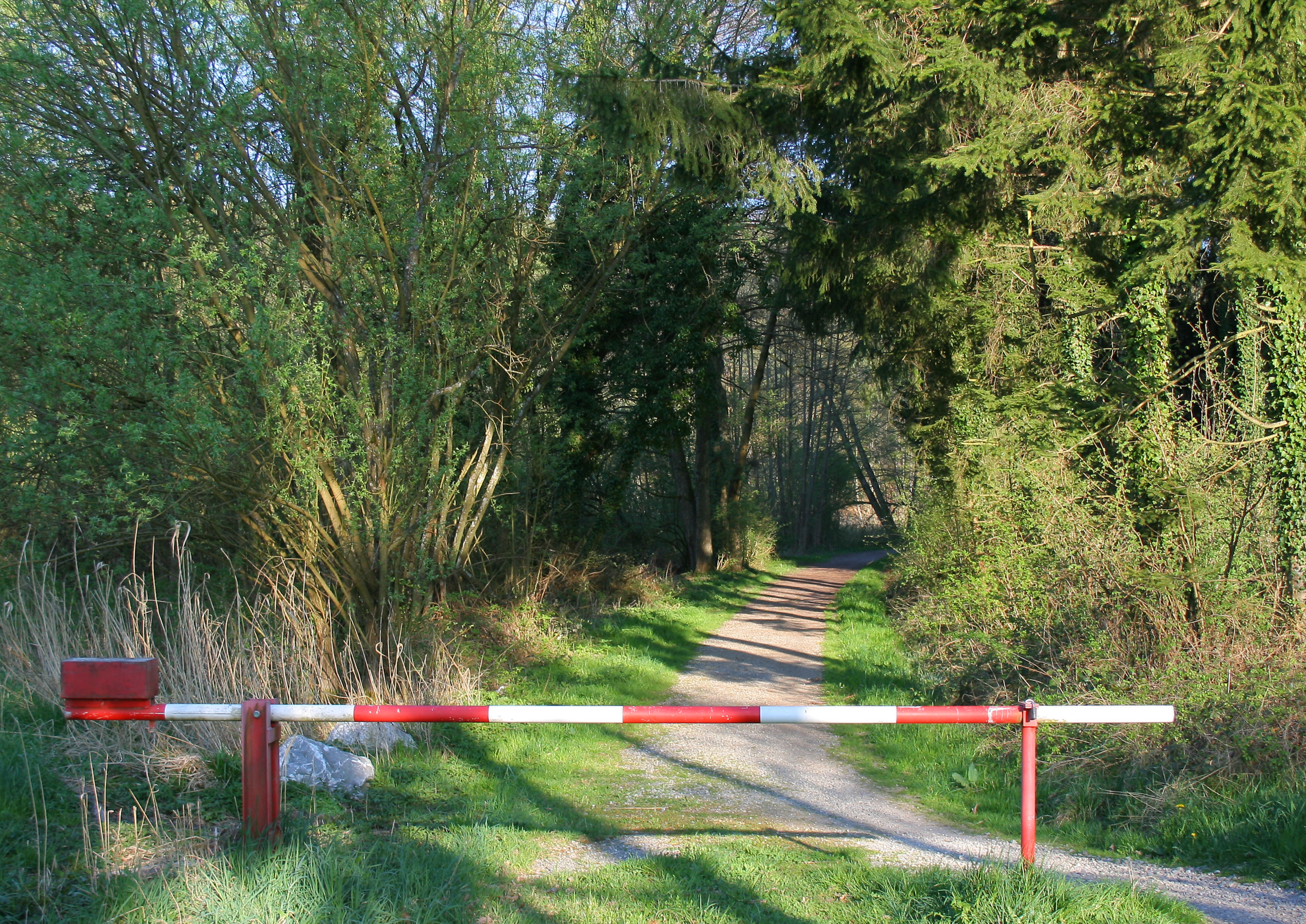
Шлагбаум, що обмежує доступ автомобілям в заповідній зоні

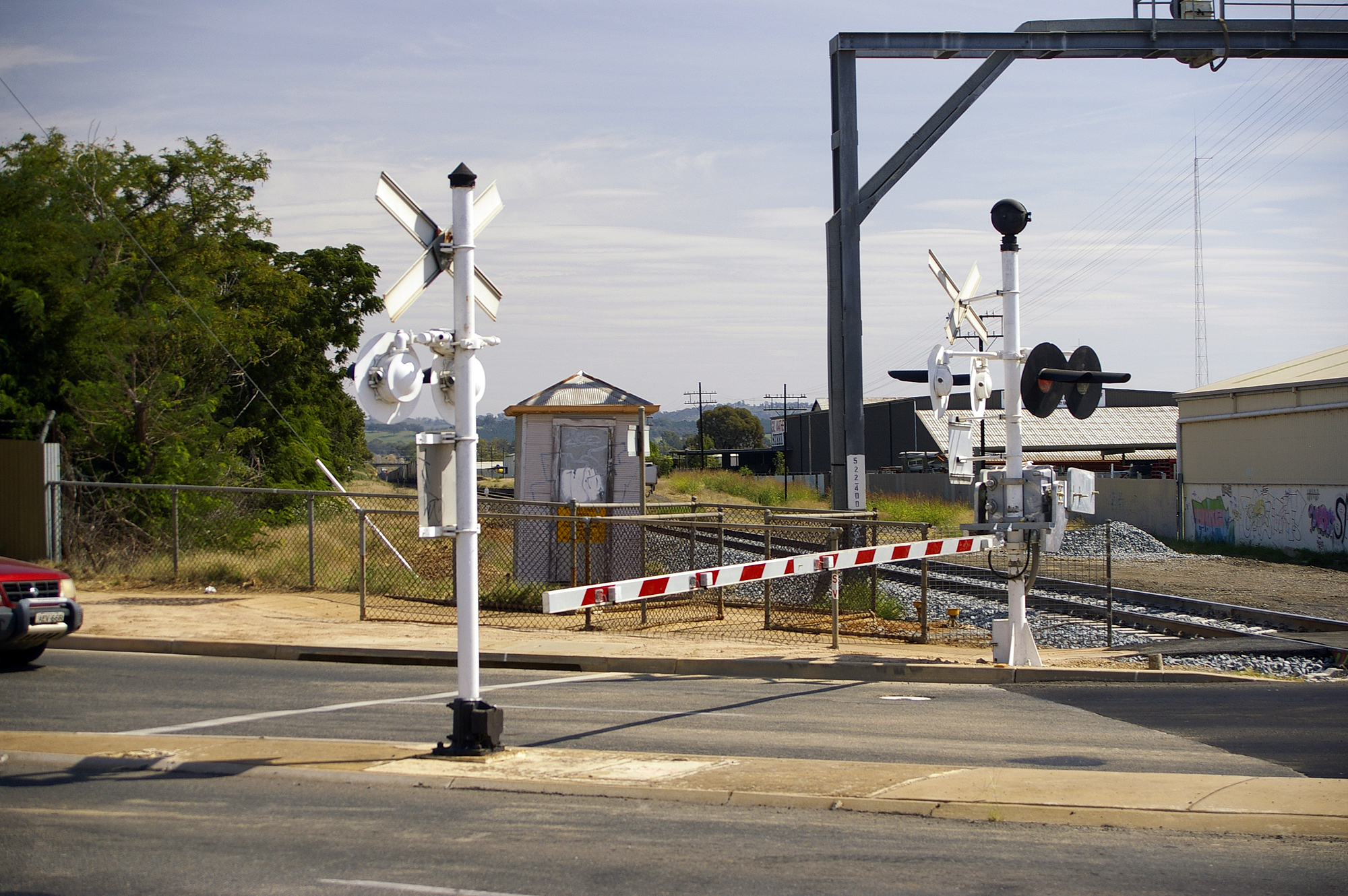
Шлагбаум перед залізничним переїздом в Австралії

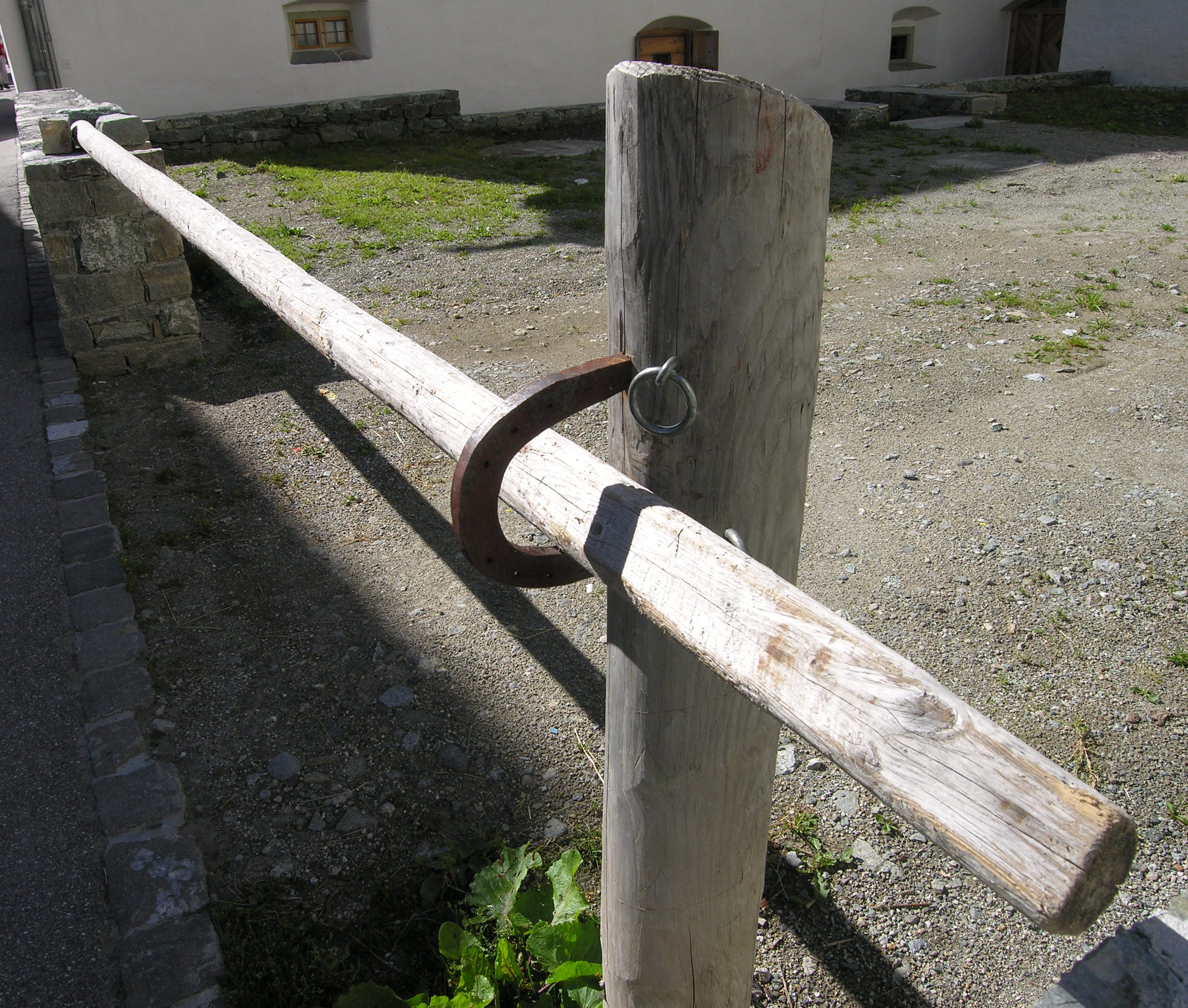
Шлагбаум, виконаний у старому стилі, місто Енгадін

Шлагба́ум (нім. Schlagbaum — «ударне дерево, ударна балка») — пристрій для швидкого перекривання шляху у вигляді стріли, що повертається навколо горизонтальної або вертикальної осі. Шлагбауми звичайно використовують на перетинах автомобільних доріг та залізничних колій (залізничних переїздах), часто разом з пристроями загородження. Також їх ставлять для регулювання в'їзду на охоронювані території.
Шлагбаум автоматичний — сучасне рішення для контролю в'їзду та виїзду транспорту на закритих обгороджених територіях та інших об'єктах, де необхідне обмеження доступу до них (на промислових, складських, торгових та офісних охоронних зонах, автостоянках, місцях паркування тощо).